# Zisterzienserinnenkloster Wolmirstedt
Das Zisterzienserinnenkloster Wolmirstedt war von 1228 bis 1577 ein Nonnenkloster der Zisterzienserinnen in Wolmirstedt, Landkreis Börde in Sachsen-Anhalt. 

## Geschichte
Das 1228 nördlich Magdeburg an der Ohre gestiftete Zisterzienserinnenkloster Sankt Katharina und Sankt Pankratius gründete noch im selben Jahr das Kloster Medingen. 1577 wurde es im Zuge der Reformation in ein adeliges Damenstift umgewandelt, das bis 1810 bestand. Von den Stiftsgebäuden ist die sog. Neue Abtei von 1732 übrig. Die heutige neugotische Kirche St. Katharinen steht seit 1877 an der Stelle der ehemaligen Klosterkirche.